# Културна револуција
Културна револуција, формално Велика пролетерска културна револуција, била је друштвено-политички покрет који се дешавао у Кини од 1966. до 1976. године. Покренута је од стране Мао Цедунга, тадашњег вође Комунистичке партије Кине, са циљем да се очува комунистичка идеологија у земљи чишћењем остатака капиталистичких и традиционалних елемената као и да се поново наметне маоистичка мисао као доминантна идеологија унутар партије. Револуција је означила повратак Мао Цедунга на позиције моћи након Великог скока напред. Покрет је скоро у потпуности паралисао Кину и у великој мери негативно утицао на економију и друштво.
Револуција је покренута у мају 1966, након Маове тврдње да су се буржоаски елементи инфилтрирали у владу и друштво са циљем да обнове капитализам. Да би уклонио своје ривале унутар партије, Мао је инсистирао да се ови „ревизионисти“ морају уклонити кроз насилну класну борбу. Кинеска омладина ће одговорити на његов апел формирањем група Црвене гарде широм земље. Покрет се поступно ширио на војску, радништво као и на сам врх партије. То је резултирало раширеним фракцијским борбама у свим сферама друштва као и масовним чисткама високих партијских званичника као што су Љу Шаоћи и Денг Сјаопинг. У међувремену ће и Маов култ личности нарасти до енормних размера.
Милиони људи су прогањани у насилним борбама широм земље а многи ће проћи кроз широк спектар злостављања, почев од јавног понижавања, преко произвољног хапшења, мучења, присилног рада, континуираног узнемиравања, одузимања имовине а понекад и погубљења. Велики део становништва је насилно расељен, а најчувенији пример је био трансфер студената и градске омладине уопште на село током покрета повратка на село. Многе историјске реликвије и предмети су уништени. Многи културни и верски објекти су опљачкани.
Мао је 1969. званично прогласио крај Културне револуције, али је њена активна фаза трајала све до смрти војног заповедника Лин Бјаоа 1971. Након Маове смрти и хапшења Четворочлане банде 1976, реформисти на челу са Денг Сјаопингом ће постепено направити радикални отклон од Маове политике повезане са Културном револуцијом. Партија ће 1981. саопштити став да је културна револуција одговорна за највеће назадовање и најтеже губитке са којима се суочила партија, земља и народ од времена оснивања Народне Републике Кине.

## Позадина

### Велики скок напред
Током 1958. године, након доношења другог петогодишњег плана, Мао је почео да размишља како да укључи широке масе становништва у изградњу социјализма, како би максимално убрзао свој план претварања Кине у модерну индустријализовану земљу. У том духу, Мао ће те исте године лансирати програм под именом Велики скок напред, оснивањем народних комуна на селу, и мобилизацијом великог броја људи у њима. Свакој комуни је додељено одређено задужење, а највећи број њих је имао задатак да производи челик. Мао је такође обећао да ће удвостручити пољопривредну производњу у односу на претходну годину.
Велики скок напред је врло брзо доживео колапс. Сељаци нису имали ни знање ни технологију за производњу квалитетног индустријског челика, па су покушали постићи квоту производње задату од локалних руководилаца коришћењем малих кућних пећи. Тако добијени челик је био врло слабог квалитета и практично бескористан. Због ангажованости сељака на производњи челика, пољопривредна производња је драматично подбацила, а једино је порасла производња гвожђа и челика који се, због лошег квалитета, није могао употребљавати нити извести. Проблем су продубили и локални руководиоци који су, услед страха од партијског врха, прикривали право стање на терену. Лоше време је додатно смањило ионако скроман принос житарица, па је Кина остала без свог главног извозног производа. Хране више није било довољно ни за домаће потребе и земљом ће убрзо завладати глад. Глад се врло брзо ширила и узроковала смрт милиона људи, нарочито у сиромашнијим регионима у унутрашњости.
Неуспех Великог скока је значајно умањио Маов престиж унутар партије. Приморан да преузме главну одговорност, Мао је 1959. поднео оставку са места председника партије (де јуре шефа државе, јер Кина није имала устав у то време и партија је у потпуности била поистовећена са државом), а наследио га је Љу Шаоћи. У јулу су се високи партијски званичници састали на планини Лу, како би разматрали новонасталу ситуацију и могући излаз из ње. На самом састанку је маршал Пенг Дехуај, министар одбране, у отвореном писму Мау, отворено критиковао пројекат Великог скока као насиља незнања, лошег управљања и политичке догме над законима економије.
Упркос умереном тону Пенговог писма, Мао га је доживео као лични напад на његово вођство у партији. Након конференције, Мао је сменио Пенга са положаја, оптуживши га да је ”десни опортуниста”. На његово место је постављен Лин Бјао, још један револуционарни генерал који је постао одани Маов присталица касније у својој каријери. Док је Лушанска конференција запечатила Пенгову каријеру, главну контролу над економијом су преузели умерени политичари предвођени Љу Шаоћијем и Денг Сјаопингом.
До раних 1960-их, многе последице Великог скока су успешно саниране, највише захваљујући напорима Љуа, Денга и Џоу Енлаја. Ова група умерених и опрезних прагматика није била нимало одушевљена Маовим утопијским визијама. Због губитка угледа унутар партије, Мао је постајао све више отуђен од партијског руководства, развивши ексцентричан начин живота. До 1962, док су Љу, Денг и Џоу управљали економском политиком и пословима државе, Мао се више посветио размишљању о сопственом доприносу марксистичко-лењинистичкој теорији, нарочито идеји ”континуиране револуције”. Ова теорија је требало да Мау створи услове за обнову сопственог бренда комунизма као и његовог угледа унутар странке.

### Кинеско-совјетски сукоб и анти-ревизионизам
Током раних 1950-их, Народна Република Кина и Совјетски Савез су биле две највеће комунистичке државе на свету. Док је у почетку њихов однос био пријатељски и савезнички, озбиљнија неслагања су почела са доласком на власт Никите Хрушчова у Совјетском Савезу након смрти Јосифа Стаљина. Године 1956, Хрушчов је осудио Стаљина и његову политику, а потом почео да спроводи процес дестаљинизације као и пост-стаљинистичких економских реформи. Мао као и многи чланови Комунистичке партије Кине су се супротстављали овим променама, верујући да ће оне имати негативни утицај на светски комунистички покрет, који је видео Стаљина као свог хероја.
Мао је веровао да Хрушчов и није прави марксиста, већ ревизиониста који мења основне постулате марксизма-лењинизма, што ће на крају омогућити капиталистима да поврате власт у земљи. Односи између две владе су се додатно погоршали када су Совјети одбили да подрже кинеске напоре за прикључење Уједињеним нацијама и одустали од претходно датог обећања да ће Кину снабдети нуклеарним оружјем.
Мао је наставио са јавном осудом ревизионизма у априлу 1960. Без директног упирања прста у Совјетски Савез, он је критиковао совјетског идеолошког савезника, Савез комуниста Југославије, на шта ће совјети одговорити критиком кинеског савезника, Партију рада Албаније. Нови напад, овог пута директан, је уследио 1963, објављивањем девет полемичких текстова против ревизионизма, од којих је један имао назив „О Хрушчовљевом лажном комунизму и историјске лекције свету”, у коме је Мао тврдио да је Хрушчовљева политика не само декадентна него и да пружа реалне основе за обнову капитализма. Када је, након неуспеха у унутрашњој и спољној политици, Хрушчов смењен у државном удару 1964, Мао је постао уплашен да и њега може задесити слична судбина, нерадо се сећајући губитка угледа у партији након катастрофе Великог скока.

### Припрема
Мао је припремио терен за културну револуцију чистком моћних званичника сумњиве лојалности који су били намештени у Пекингу. У лукаво осмишљеној стратегији, они нису директно нападани већ индиректно, нападом на њихове блиске сараднике. Они су нападани кроз новинске чланке, а Мао је руководио операцијом кроз незваничне састанке, у којима је својим доушницима и савезницима саопштавао задатке које треба обавити.
Крајем 1959, историчар и заменик градоначелника Пекинга Ву Хан, објавио је историјску драму под називом ’Хаи Руи отпуштен из службе’. У комаду Хаи Руи, компетентни и часни службеник бива отпуштен од стране хировитог и корумпираног цара. Иако је јавно хвалио дело, Мао је у фебруару 1965, наложио својој супрузи Ђианг Ћинг и шангајском пропагандисти Јао Венјуану да напишу чланак у моме ће критиковати комад. Јао је од почетка веровао да је цела драма слабо прикривена политичка алузија− цар је Мао а Хаи Руи- Пенг Дехуаи.
Права мета Јаовог чланка је био Пенг Чен, градоначелник Пекинга и врло моћан званичник, у међувремену постављен на чело ’Групе петорице’, комисије којој је било задато да испита потенцијал за спровођење културне револуције. Пенг, схватајући да би јавна оптужба да његов човек од поверења пише анти-маоистичке памфлете, могла озбиљно угрозити његов положај, покушао је максимално сузбити дистрибуцију чланка. Текст је у почетку публикован само у одабраним и нискотиражним локалним новинама. Пенг је забранио да се он објави у високотиражним дневним новинама као што је Женмин Жибао и друге које је он контролисао. Да би смирио страсти Пенг је наредио да се у њима о комаду пише са становишта хладне академске расправе и да се не уплићу никакве идеолошке страсти нити дневна политика.
Док се борба са Пенг Ченом интензивирала, Мао је додао уље на ватру отпустивши на основу низа неоснованих оптужби Јанг Шангкуна- директора Генералног секретаријата, кључног тела партије које је контролисало унутарпартијске односе. На његово место је довео свог фанатичног следбеника и шефа свог личног обезбеђења Ванг Донгксинга. Овај потез је био сигнал свим тврдокорним маоистима унутар партије да крену у напад на своје фракцијске ривале. Међу првима је ово схватио министар одбране Љун Биао, који је у децембру јавно оптужио генерала Луо Руићинга, начелника штаба Народноослободилачке војске да је анти-маоиста, тврдећи да је индикативно да он много више пажње посвећује војној обуци него политичкој дискусији и одбрани Маоа од унутарпартијских напада. Мада је Политбиро сумњао у икакву кривицу увек оданог Луа, Мао је успео да наметне покретање ’истраге’ у којој је Луо осуђен, отпуштен и приморан да се подвргне понижавајућој самокритици. Луо, збуњен и преплашен оваквим развојем догађаја, покушао је да изврши самоубиство, али је омануо. Ово је само учврстило уверење јавности у његову кривицу. Уклањањем Луа, Мао је успео да поврати потпуну контролу над војском.

### Фебруарске црте
Након што је елиминисао Луа и Јанга, Мао се поново посветио Пенг Жену. Пенгова ’петочлана група’ је 16. фебруара 1966. објавила извештај под називом ’Фебруарске црте’. Овај документ, одбачен од партијског врха, дефинисао је комад Хаи Руи као конструктивну академску дискусију, чиме се желео одбранити Пенг од веза са икаквим политичким алузијама које је дело наводно садржало. Међутим, Ђианг Ћинг и Јао Венјуан су наставиЉу са нападима на Вуа и Пенга. У међувремену је Мао сменио и шефа пропагандног одељења Лу Дингија, који је контролисао штампу и био Пенгова десна рука.
Овим су маоисти добили потпуну контролу над штампом. Мао је одлучио да зада завршни ударац Пенгу на седници Политбироа преко верних присталица Канг Шенга и Чен Боде. Они ће на састанку јавно оптужити Пенга да се поставио насупрот Мау а да су црте највећи доказ његовог ревизионизма. Пенг је тако проглашен заједно са тројицом већ ражалованих функционера Луом, Луем и Јангом као предводник анти-партијске клике. Политбиро ће ову одлуку формализовати 16. маја објављивањем званичног документа у које је Пенг најоштрије осуђен заједно са његовим анти-партијским савезницима. Његова петочлана група је распуштена и замењена са маоистичком ’Групом за Културну револуцију’.

## Рана фаза: масовни покрет

### Проглас од 16. маја
У мају 1966, сазвана је ’проширена седница’ Политбироа у Пекингу. Ова седница није представљала уобичајено састајање партијског врха да би се дискутовало о питањима високе политике, већ је послужила као кампања придобијања подршке страначке елите за Маову политичку агенду. Састанак је у потпуности протекао у духу маоистичких идеолошких фраза о класној борби уз објављивање педантно спремљених оптужница за недавно смењене руководиоце попут Пенг Жена и Луо Руићинга. Један од ових докумената, објављен 16. маја под Маовим надзором, је био посебно оптужујући:
Сви ти представници буржоазије који су се ушуњали у партију, владу, армију и разне сфере културе су обична гомила контрареволуционарних ревизиониста. Када се стекну услови, они ће преузети власт и претворити владавину пролетеријата у владавину буржоазије. Неки од њих су се већ показали, иако многи нису. Многима од њих још увек верујемо и припремамо их за наше наследнике. Такве особе, попут Хрушчова, су голуждравци у нашем јату. 
Овај текст, који је постао познат као ’Проглас од 16. маја’, је укратко сумирао идеолошко оправдање за покретање културне револуције. Он је подразумевао да се главни непријатељи комунизма заправо не налазе споља, већ унутар саме партије: класни непријатељи који "машу црвеном заставом да би се лакше борили против ње." Једини начин да се ови људи разоткрију је уз помоћ "телескопа и микроскопа Маове мисли." Док је партијско вођство углавном подржало општи правац ове агенде, немали број функционера ипак није био претерано ентузијастичан, питајући се куда све ово води. Оптужбе против угледних страначких првака као што је Пенг Жен, драматично су одјекнуле широм интелектуалне заједнице као и Уједињеног Фронта.

### Рани масовни митинзи
Након пада Пенг Жена, партијска организација у Пекингу је била потпуно обезглављена, чије је отворен пут за нереде у престоници. Маов човек од поверења Канг Шенг, послаће 25. маја своју супругу Као Јиу на пекиншки универзитет, са задатком да се састане са Ни Јуанци. Ни је била професорка филозофије али и један од главних партијских доушника на универзитету. На састанку ће добити задатак да, заједно са другим локалним левим екстремистима, креира велики постер са маоистичким паролама (дажибао) који ће бити јавно изложен. Ни ће истовремено покренути напад на руководство универзитета на челу са Лу Пингом. Она је јавно оптужила универзитетски естаблишмент да је, поводећи се Пенг Женом, покушао да заузда револуционарни занос студената и радио на промоцији ревизионизма међу омладином.
Мао је одмах похвалио Ниин постер као "први марксистички постер у целој Кини." Он је овим фактички одобрио њен позив студентима на побуну, који ће се муњевитом брзином проширити на све образовне институције у земљи. Студенти су свуда започели протесте против руководстава својих факултета. Настава је моментално отказана у свим основним и средњим школама у Пекингу, а одлуком од 13. јуна, целокупан образовни систем је суспендован. До почетка јуна, велике масе ученика и студената су започеле своја окупљања на градским трговима широм Кине. Они су носили велике Маове слике, фанатично узвикујући пароле против његових наводних непријатеља.
Када је отпуштање Пенг Жена почетком јуна обелодањено најширој јавности, настала је свеопшта конфузија. Јавности и страним представницима није објашњено који су разлози смене као и шта се уопште дешава у земљи. Чак су и многи високи руководиоци били потпуно затечени изненадним таласом анти-естаблишментских протеста, на знајући како да се поставе. Након консултација са Маом у Хангџоу, Љу Шаоћи и Денг Сјаопинг су одлучили да на терен пошаљу "радне тимове" (неку врсту идеолошких водича) у градске школе и Женмин Жибао како би покушали колико-толико успоставити некакав ред у свеопштој конфузији и анархији.
Радни тимови, на брзину састављени, нису разумевали побуде студената и само су додали уље на ватру. Док су слични покрети током 1950-их били усмерени против јасно таргетираних интелектуалаца, овај протест је био против самих партијских званичника, од којих су се многи нашли у радним тимовима. Студенти су њихов долазак доживели као провокацију у покушају да им се поново заузда револуционарни занос и постали су још радикалнији. И само руководство је било подељено по питању да ли би радне тимове требало распустити. Љу се највише залагао да тимови остану како би спутали најрадикалније елементе покрета, плашећи се да би се цела ствар могла у потпуности отети контроли.

### "Бомбардуј Седишта"
Дана 16. јула, тада 72-годишњи председник Мао је, обилазећи Вухан, уз пратњу новинара отишао на реку Јангце да би направио чувено пропагандно препливавање реке, чиме је желео да покаже свој борбени дух и подстакне младе. Након тога се вратио у Пекинг да би критиковао партијско управљање над радним тимовима. Он је оптужио радне тимове за опструкцију студентског покрета позивајући на њихово пуно повлачење 24. јула. Неколико дана касније, на скупу код Велике сале народа, партијски лидери ће се обратити професорима и студентима објавивши свој коначни став о новонасталој ситуацији. Протестантима је саопштено да се не плаше и да храбро преузму руковођење, ослобођени икаквог партијског утицаја.
Повлачење радних тимова је означило пораз политике за шефа државе Љу Шаоћија. Истовремено је Мау постало јасно да би, уколико не задобије пуну подршку унутар руководства, његом наум да поново контролише партију могао бити неостварив. Кључно питање је било како ће се руководство поставити према Љуу. На 11. пленуму 8. Централног Комитета одржаном 1. августа, Мао је исказао отворен презир према Љуу, неколико пута га прекинувши приликом излагања. Неколико дана је Мао константно нападао партијски врх да не дели до краја његову револуционарну визију. Упркос томе, његов позив за додатну радикализацију је прилично млако примљен. То је био сигнал да се путем маса мора креирати још већи притисак који би коначно сломио унутарпартијску опозицију.
Представници Црвене Гарде ће 28. јула писати Мау, заклињући се на побуну и тражећи савет о даљим акцијама. Мао ће одговорити креирањем свог дажибаа "Бомбардуј седишта", позивајући људе да као мету узму "седишта контрареволуције". Он је написао да, иако је збачена у револуцији, буржоазија поново заузима позиције моћи унутар владе и партије.
Мада није поменуо ниједно конкретно име, ова провокативна изјава је протумачена као директна алузија на руководиоце који су показали извесну резерву према Маовој агенди. То су били Љу Шаоћи и Денг Сјаопинг и њихов круг сарадника. Претпостављало се да су они центар тог "буржоаског седишта". Персоналне промене на Пленуму ће озваничити ротацију у хијерархији. Иако су Љу и Денг остали унутар политбироовог Сталног Комитета, њима је онемогућен утицај на доношења важних одлука и креирање јавне политике. Сада је Љун Биао постао други човек у хијерархији, док је Љу са другог пао на осмо место и практично испао из трке за Маовог наследника.
Паралелно са политичком сменом извршена је још драматичнија промена бирократског апарата у партији. Гломазно Организационо одељење задужено за кадровску политику је практично престало да постоји. Група за културну револуцију, Маова идеолошка преторијанска гарда, је посебно дошла до изражаја, преузевши на себе пропагирање Маове агенде у јавности као и мобилизацију маса. Највиши званичници пропагандног одељења су отпуштени, а многа њихова задужења је преузела ова група.

### Црвене гарде и уништење "четири старине"
Централни Комитет је 8. августа 1966. усвојио одлуку у вези са Великом Пролетерском Културном Револуцијом, која ће касније постати позната као "Шеснаест тачака". Овај документ дефинише културну револуцију као „велику револуцију која дотиче најдубље емоције људи и представља дубљу и напреднију фазу у развоју социјалистичке револуције у нашој земљи.”:
Иако је буржоазија свргнута, она и даље покушава да помоћу старих идеја, културе, навика и обичаја експлоатације поквари масе, испере им мозак да би се вратила на власт. Пролетаријат зато мора учинити потпуно супротно: он мора спремно одговорити на сваки изазов буржуја да измене наше друштво. Тренутно, наш циљ је да се боримо и смрвимо све оне људе на власти који су кренули капиталистичким путем, морамо критиковати и одбацити реакционарну буржоаску академску елиту као и идеологију буржоазије и свих осталих експлоатишућих класа. Морамо трансформисати образовање, литературу и уметност као и све остале делове надградње који не одговарају социјалистичкој економској бази како би олакшали консолидацију и даљи развој социјалистичког система. 
Последице шеснаест тачака су биле далекосежне. Оно што је раније био махом покрет ученика и студената сада је проширено на раднике, сељаке, војнике и ниже партијске чиновнике од којих се очекивало да устану и да се обрачунају са властима како би преобликовали друштвену надградњу. Преко милион припадника црвених гарди из свих делова земље, окупиће се 18. августа на тргу Тјенанмен у Пекингу како би их Председник Мао лично примио. Међутим, на овом скупу ће се у центру пажње наћи Лин Биао, који ће у свом обраћању оштро осудити све врсте уочених непријатеља у кинеском друштву који највише ометају "напредак револуције."
Мао се лично измешао са припадницима гарде, симболично дајући свој ауторитет њиховој ствари стављањем црвене траке на своју руку. Између августа и новембра 1966. ће бити одржано осам масовних окупљања, на којима ће учествовати преко 12 милиона људи широм земље, махом припадника црвених гарди. Влада је сносила трошкове њиховог путовања по земљи како би са другим људима размењивали револуционарна искуства.
На једном од тих окупљања, Лин Биао ће позвати на уништење "четири старине". Под старинама он је подразумевао старе обичаје, културу, навике и идеје. Међутим, његови говори, натопљени маоистичком фразеологијом, нису ништа конкретно говорили шта то тачно треба уништити код ова четири прилично општа појма. И сам Мао је веровао да кроз "велики неред" (из тог времена остала је забележена његова фраза да треба створити велики неред под небом да би се створио велики ред под небом), масе треба саме да управљају својим акцијама, без икаквог ослањања на директиве или сугестије власти. Ово је требало да одговара вишем стадијуму комунизма када пролетаријат сам управља друштвом, без икаквог државног или партијског ауторитета. Међутим, у пракси ће се масе врло брзо отргнути свакој контроли. Завладаће свеопшта анархија.
Неке промене повезиване са кампањом "четири старине" су биле поприлично бенигне. Типичан пример су давања нових имена улицама, местима, па чак и људима. Милиони беба рођених у то време добиће такође револуционарно звучећа имена. Међутим, многи други аспекти деловања, нарочито црвених гарди, ће бити много више деструктивни, поготову на пољима културе и религије. Историјске знаменитости у свим деловима земље биће пљачкане и уништаване. Штета је била посебно изражена у престоници Пекингу, граду богате историје и пуном културних реликвија. Овде ће хиљаде локација од историјског значаја бити уништене. Црвена гарда је такође извршила опсаду Конфучијевог храма, који се налази у граду Куфу унутар Шандунг провинције.
Током ових месеци иконоборства, црвена гарда са пекиншког универзитета ће тешко оскрнавити и гроб самог Конфучија као и многе друге историјски значајне споменике и артефакте. Лешеви многих великодостојника древне Кине биће извађени из гроба и обешени на оближњем дрвећу. Међу њима су били и многи угледни Конфучијеви потомци.
Библиотеке пуне историјских или страних текстова су уништене а књиге спаљене. Храмови, цркве, џамије, манастири и гробља су били затворени. Понекад су били преобликовани за друге намене а неретко опљачкани и спаљени. Марксистичка пропаганда је описивала будизам као сујеверје, а религију генерално као средство непријатељске стране инфилтрације или домаће буржоазије. Свештенство разних вера је хапшено и слато у радне логоре. Тибетански будисти су вероватно највише страдали; многи њихови монаси су били приморани да, под претњом оружјем, и сами учествују у спаљивању својих храмова.
Наредне две године, а у неким областима и много дуже, Црвена гарда ће бити де факто власт на терену. У покушају да убрзају социјалистичку реконструкцију, њени припадници ће штампати летке дељене локалном становништву, у којима се објашњавају њихови поступци у намери одбране и јачања социјализма. Имена сумњивих локалних контрареволуционара су постављана на огласне табле. Припадници гарде ће се редовно окупљати у великим групама и водити велике дебате. Образованији међу њима ће писати и едукативне комаде. На јавним скуповима критиковаће локалну реакцију и тражити да и она изврши самокритику.
Један од многих цитата из Књиге цитата Мао Цедунга, који ће црвена гарда користити као свој водич био је следећи:„Свет је ваш као и наш, али у коначници, он је ваш. Ви млади људи, пуни енергије и виталности, ви сте цвет живота, као сунце у јутарњим сатима. Наше наде полажемо у вас. Свет припада вама. Будућност Кине припада вама.” Око 350 милиона примерака ове књиге је штампано у децембру 1967. Био је ово један од главних механизама подстицања маса, посебно црвених гарди, у њиховим акцијама. По мишљењу других маоистичких лидера, овакви цитати су били највише одговорни за спровођене акције.
Иако је партија у својим прогласима забрањивала оружану у корист вербалне борбе, многе борбене сесије завршаване су физичким насиљем. То насиље је временом све више расло, посебно од када су активисти почели да заплењују оружје од армије 1967. Власт је у почетку само вербално критиковала појаву насиља, а понекад га чак и охрабривала. Тек од 1969, када је је армија почела да интервенише, и партија ће се више заложити у сузбијању масовног покрета.
Власт је 22. августа 1966 издала директиву да се заустави мешање полиције у активности Црвене гарде. Они полицајци који би се оглушили о ову наредбу су били означени као контрареволуционари. Маове похвале су само охрабриле масу да постане све безобзирнија према свакоме ко би јој се нашао на путу. Као резултат овога, јавна безбедност у земљи се рапидно погоршавала како су власти подизале праг толеранције према насиљу. Се Фучжи, начелник полиције ће чак изјавити да и није јако страшно ако неки лоши људи буду пребијени или линчовани до смрти.
Овакав став врха полиције је био сигнал припадницима гарде да своју бруталност подигну на још виши ниво. У року од само две недеље, само у једној општини у Пекингу, око стотину наставника, школских званичника и образовних кадрова биће убијено. Број повређених био је превелик да би се израчунао.
Најстравичније аспекте кампање чинили су бројни случајеви тортуре, убистава и јавних понижавања. Многи људи, означени као мете борбе, који нису више могли да издрже превелики стрес извршиће самоубиство. У августу и септембру 1966, само у Пекингу је забележено 1772 убиства. У септембру је у Шангају било 704 самоубиства и 534 убиства повезаних са културном револуцијом. У Вухану је у истом периоду било 62 самоубиства и 32 убиства. Пенг Дехуаи ће бити доведен у Пекинг да би био јавно исмеван и пребијан.
У октобру ће Мао сазвати централну радну конференцију, чији је главни циљ био да убеди оне руководиоце који су још исказивали извесне резерве према револуцији. Љу и Денг ће поново бити етикетирани као буржоаски реакционари. Под великим притиском, биће приморани да се подвргну самокритици. Након конференције Љу, некада други најмоћнији човек у Кини након Маа, бива стављен у кућни притвор у Пекингу, након чега ће бити послан у радни логор. Тамо ће, потпуно сломљен и ускраћен за неопходне лекове, умрети у тишини 1969. Денг ће у три наврата бити послан у унутрашњост на преваспитавање, да би коначно завршио на присилном раду у фабрици мотора у Ђангсију.

### 1967
Лин Биао и Ђианг Ћинг ће 3. јануара 1967. задужити локалне медије као и припаднике локалних гарди да покрену "Јануарску револуцију", током које је збачена градска власт у Шангају. По узору на некадашњу Париску комуну биће успостављена Шангајска народна комуна, касније преименована у Општински револуционарни одбор. На њеном челу ће се наћи Ванг Хонгвен, локални раднички активиста, коме од тог тренутка креће вртоглав успон у политичкој хијерархији. У Пекингу, поред већ уобичајених мета критике Љуа и Денга, на удару ће се наћи и потпредседник Тао Жу. Постајало је све уочљивије да су, уместо школских представника и интелектуалаца, сада главна мета револуције постали високи функционери партије.
Мао ће у свом чланку у Женмин Жибау од 8. јануара похвалити акције маса у непосредном преузимању власти и практиковању комунизма. Такође је апеловао на револуционаре да наставе са праксом самокритике као и критике других, осумњичених за "контрареволуционарне активности". Ускоро ће многе локалне средине следити пример Шангаја. Локалне власти су редом падале уз преузимање контроле од стране црвених гарди али и других револуционарних група.
Следећа на реду је била армија, последња институција која је пружала отпор нарастајућој револуцији. У фебруару ће Лин и Ђианг, уз Маову подршку, захтевати да се класна борба прошири и на војску. Многи угледни генерали, одликовани ветерани и хероји грађанског рата, изражавали су забринутост и противљење правцу којим је револуција кренула. Министар спољних послова Чен Ји и потпредседник Тан Женлин биће најгласнији у критици догађаја у Шангају, истичући да ће оваква пракса пре уништити партију него класне непријатеље. Као одговор ће доћи колективна етикета која ће све критичаре означити као "фебруарску контраструју". Срећнији чланови ове групе биће критиковани да су заведени непријатељском пропагандом. Остали ће бити оптужени да директно саботирају револуцију и пашће у немилост.
У исто време, припадници различитих гарди, који су Маове апеле различито тумачили, почињу слати противречне пароле и све више долазе у међусобни сукоб. Ово је још више закомпликовало ионако већ неподношљив хаос. У априлу ће, по Маовом налогу, Ђианг Ћинг јавно апеловати црвене гарде да зауставе све "нездраве активности". Партијски врх се и даље забављао измишљањем нових оптужби против Љу Шаоћија. На састанку одржаном 6. априла, Љу је јавно осуђен због издаје од стране сада доминантне фракције коју су чинили Ђијанг Ћинг, Канг Шенг као и сам Мао.
На терену је ситуација клизила у прави мали грађански рат. Како је локална власт практично ишчезла, није више било институције и ауторитета који би каналисао сукоб супротстављених фракција. У свеопштој какофонији било је скоро немогуће разлучити ко је истински веровао у Маову визију а ко се ту налазио само због каријеризма и личне користи. До јула ће насиље гарди према локалном становништву бити замењено отвореним борбама међу револуционарним групама. Није више било никакве јавне сигурности и нико више није био сигуран да ће доживети сутрашњи дан, чак ни лидери гарди. У међувремену ће Ђианг Ћинг, изнервирана отпором армије, 22. јула изјавити да више није сигурна у приврженост војске комунизму и да би требало размислити да она буде замењена са црвеним гардама. Ова изјава је окуражила гарде и оне започињу нападе на касарне и друге војне објекте ради заплене оружја. Генерали су били немоћни да интервенишу због ћутања државног и партијског врха. Оваква ситуација ће потрајати до јесени идуће године.
У Вухану је дошло до уличних борби између две велике групе, од којих је једна била за а друга против естаблишмента. У целу ствар се на крају умешао Чен Цаидао, генерал задужен за то подручје. Уз његову помоћ је поражена анти-естаблишмент група. Настаће велики метеж, па је на крају Мао одлучио да оде на терен са групом високих званичника како би успоставио ред. Тада је дошло до једне од трагикомичнијих епизода из целокупне револуције. Једна од локалних радикалних група, која је наивно веровала да критика естаблишмента значи и критику самог Маа, киднаповаће његовог изасланика Ванг Лија. Овај догађај је остао забележен као Вухански инцидент. Читава ствар се на крају завршила сваљивањем целокупне кривице на генерала Чена. Он је послат у Пекинг на јавну критику код Ђианг Ћинг и других припадника групе за културну револуцију.
У кампањи борбе против традиције, те године је забрањено слављење Кинеске нове године. Ова забрана ће трајати наредних 13 година.

### 1968
У пролеће 1968, започела је још једна масивна кампања чији је циљ био промоција лика и дела Мао Цедунга. Мао, дотада већ увелико слављен и величан преко сваке мере, сада је добио практично статус божанства. Влада ће 27. јула послати војску у провинције да поново преузме власт од црвених гарди. Годину дана касније, оне ће у највећој мери бити расформиране. Вухански инцидент је показао да се подстицани хаос на крају може окренути и против оних који су га створили, и Мао више није желео да ризикује могуће угрожавање своје агенде. Коначно, гарде су постигле главни циљ- Мао и његови радикални следбеници су у великој мери консолидовали власт.
Почетком октобра је започела завршна кампања одстрањивања нелојалних кадрова. Већина њих је послата у унутрашњост на присилан рад по логорима. Љу је "заувек избачен" из партије на 12. пленуму 8. централног комитета у септембру. Он је такође проглашен "главним седиштем буржоазије", што је представљало алузију на чувени Маов "бомбардуј седишта" дажибао, написан две године раније.
У децембру је Мао започео стварање покрета "Повратак на село". Током овог покрета, који ће потрајати све до краја наредне деценије, младим интелектуалцима који су живели у великим градовима је наређено да се преселе у унутрашњост. Термин "млади интелектуалци" није се односио само на студенте, већ и на недавно свршене средњошколце. Свима њима ће тек крајем 70-тих, након Маове смрти, бити допуштено да се врате својим домовима. Стварање овог покрета је у великој мери служило за коначну елиминацију црвених гарди, чији су чланови у највећем делу били студенти и средњошколци. Послати су тамо где ће узроковати мање друштвене штете и где ће власт у великој мери имати контролу над њима.

### Општа литература
- Schoenhals, Michael, ур. (1996). China's Cultural Revolution 1966–1969: Not a Dinner Party (Armonk, N.Y.: M.E. Sharpe, 1996. An East Gate Reader). xix. M.E. Sharpe. ISBN 978-1-56324-736-1.
- Kraus, Richard Curt (2012). The Cultural Revolution: A Very Short Introduction. New York: Oxford University Press. ISBN 9780199740550.
- Yan, Jiaqi; Gao, Gao (1996). Turbulent Decade: A History of the Cultural Revolution (1st изд.). University of Hawai'i Press. ISBN 978-0824816957.
- Morning Sun, "Bibliography," Morningsun.org Books and articles of General Readings and Selected Personal Narratives on the Cultural Revolution.

### Специфичне теме
- Andreas, Joel (2009). Rise of the Red Engineers: The Cultural Revolution and the Origins of China's New Class. Stanford: Stanford University Press.
- Chan, Anita. (1985). Children of Mao: Personality Development and Political Activism in the Red Guard Generation. Seattle: University of Washington Press.
- Leese, Daniel (2011). Mao Cult: Rhetoric and Ritual in the Cultural Revolution. Cambridge: Cambridge University Press.
- Li, Jie and Enhua Zhang, eds. Red Legacies in China: Cultural Afterlives of the Communist Revolution (Harvard University Asia Center, 2016) 409 pages; Scholarly studies on cultural legacies and continuities from the Maoist era in art, architecture, literature, performance, film, etc.
- Butterfield, Fox (2000). China: Alive in the Bitter Sea. Random House Publishing. ISBN 978-0-553-34219-2. Непознати параметар |orig-date= игнорисан (помоћ) an oral history of some Chinese people's experience during the Cultural Revolution.
- Chang, Jung; Halliday, Jon (2005). Mao: The Unknown Story. New York: Knopf. ISBN 978-0-679-42271-6.
- Lu, Xing (2004). Rhetoric of the Chinese Cultural Revolution: The Impact on Chinese Thought, Culture, and Communication. University of South Carolina Press. ISBN 978-1570035432.
- Terrill, Ross (1992). The White-Boned Demon: A Biography of Madame Mao Zedong. Simon & Schuster. ISBN 978-0-671-74484-7. Непознати параметар |DUPLICATE_publisher= игнорисан (помоћ)
- Wu, Yiching (2014). The Cultural Revolution at the Margins: Chinese Socialism in Crisis. Cambridge, MA: Harvard University Press.

### Коментари
- Simon Leys (penname of Pierre Ryckmans) Broken Images: Essays on Chinese Culture and Politics. 1979. ISBN 978-0-8052-8069-2.
- Leys, Simon (1978). Chinese Shadows. Viking Press. ISBN 978-0-670-21918-6.
- Leys, Simon (1986). The Burning Forest: Essays on Chinese Culture and Politics. ISBN 978-0-8050-0242-3.
- Leys, Simon (1981). The Chairman's New Clothes: Mao and the Cultural Revolution. ISBN 978-0-85031-208-9. Непознати параметар |orig-date= игнорисан (помоћ)
- Liu, Guokai. 1987. A Brief Analysis of the Cultural Revolution. edited by Anita Chan. Armonk, N.Y.: M. E. Sharpe.

### Мемоари кинеских учесника
- Ping, Liu (2013-06-25). My Chinese Dream - From Red Guard to CEO. (San Francisco, June. ISBN 978-0-8351-0040-3.
- Cheng, Nien (1987). Life and Death in Shanghai. Grove. ISBN 978-0-394-55548-5.
- Jung Chang (1991). Wild Swans: Three Daughters of China. New York: Simon & Schuster.. LCCN 91-20696
- Heng Liang Judith Shapiro (1983). Son of the Revolution. New York: Knopf : Distributed by Random House.
- Yuan Gao, with Judith Polumbaum (1987). Born Red: A Chronicle of the Cultural Revolution. Stanford, CA: Stanford University Press.
- Jiang Yang Chu translated and annotated by Djang Chu. Six Chapters of Life in a Cadre School: Memoirs from China's Cultural Revolution.. [Translation of Ganxiao Liu Ji]. Boulder: Westview Press. 1986.).
- Ma Bo (1995). Blood Red Sunset: A Memoir of the Chinese Cultural Revolution. New York: Viking.. Translated by Howard Goldblatt.
- Guanlong Cao (1996). The Attic: Memoir of a Chinese Landlord's Son. Berkeley: University of California Press.
- Ji-li Jiang (1997). Red Scarf Girl: A Memoir of the Cultural Revolution. New York: HarperCollins.
- Min, Anchee (1994). Red Azalea. New York: Pantheon Books. ISBN 978-1-4000-9698-5.-
- Rae Yang (1997). Spider Eaters: A Memoir. Berkeley: University of California Press.
- Weili Ye, Xiaodong Ma (2005). Growing up in the People's Republic: Conversations between Two Daughters of China's Revolution. New York: Palgrave Macmillan.. ).
- Lijia Zhang, "Socialism Is Great": A Worker's Memoir of the New China. . New York: Atlas. Недостаје или је празан параметар |title= (помоћ)& Co, Distributed by Norton, 2007).
- Wu, Emily (2006). Feather in the Storm. (Pantheon). ISBN 978-0-375-42428-1.
- Xue, Xinran (2002). The Good Women of China: Hidden Voices. Chatto & Windus. ISBN 978-0-7011-7345-6.
- Ting-Xing Ye, Leaf In A Bitter Wind (England, Bantam Books) 2000
- Zhang Xianliang, Grass Soup.  978-0-7493-9774-6.